# ألفريد إيسينبيسر
ألفريد إيسينبيسر (بالرومانية: Alfred Eisenbeisser) (7 أبريل 1908 في تشيرنيفتسي، الإمبراطورية النمساوية المجرية – 1 يوليو 1991 في برلين، ألمانيا) لاعب كرة قدم ومتزلج روماني ذو أصول ألمانية كان يجيد اللعب في خط الوسط.

## كرة القدم
بدأ إيسينبيسر مسيرته الرياضية في نادي جان سيرناوتي. في سنة 1930 انضم إلى نادي دراغوش فودا وبعد تقديمه لأداء عالي المستوى تم استدعائه لتمثيل منتخب رومانيا في بطولة كأس العالم لكرة القدم 1930 التي أقيمت في الأوروغواي. لعب مباراته الدولية الأولى في مواجهة منتخب بيرو في بطولة العالم ثم لعب مجددا أمام منتخب الأوروغواي المستضيف.
بعد الانتهاء من المشاركة في بطولة كأس العالم الأولى وفي طريق العودة كاد أن يلقى حتفه بسبب إصابته بمرض ذات الرئة نتيجة استحمامه بمياه باردة. عند توقف السفينة في ميناء مدينة جنوى الإيطالية استغلوا الفرصة وأدخلوه المستشفى ثم تم استدعاء قس من أجل الصلاة عليه بسبب سوء حالته.
عندما عاد لاعبو منتخب رومانيا إلى بلادهم قالوا بأن إيسينبيسر قد توفي. لحسن الحظ شفي إيسينبيسر من المرض وعاد إلى بلاده في اليوم المعد لجنازته. عندما شاهدته أمه بأنه ما زال على قيد الحياة أغمي عليها.
بعدما لعب لسنتين في نادي دراغوش فودا انتقل إلى نادي فينوس بوخارست. لعب مباراته الرسمية الأولى في أكتوبر 1932 في مواجهة نادي أوراديا. في الموسم الثاني حقق أول بطولة دوري درجة أولى في مسيرته واتبعها ببطولتين أخرى ين في 1937 و1939.
قرر اعتزال اللعب في سنة 1944.

## التزلج
كان إيسينبيسر متزلجا ماهرا. في بطولة أوروبا للتزلج احتل مع زميلته إرينا تيمسيتش المركز السابع في سنة 1934. اشترك إيسينبيسر مجددا مع زميلته تومسيتش في دورة الألعاب الشتوية 1936 التي أقيمت في مدينة غارميتش بارتينكيرتشين الألمانية  واحتلا المركز الثالث عشر. آخر مشاركاته كانت في بطولة أوروبا للتزلج 1939 واحتل مع زميلته إليانا مولدوفان المركز التاسع.

## وصلات خارجية
- ألفريد إيسينبيسر على موقع الاتحاد الدولي (مؤرشف)  (الإنجليزية)
- ألفريد إيسينبيسر على موقع قاعدة بيانات كرة القدم.إي يو (الإنجليزية)
- ألفريد إيسينبيسر على موقع ناشيونال فوتبول تيمز (الإنجليزية)
- ألفريد إيسينبيسر على موقع اللجنة الأولمبية الدولية (الإنجليزية)
- ألفريد إيسينبيسر على موقع أوليمبيديا (الإنجليزية)

]
- السيرة الذاتية